# 스트라테고스

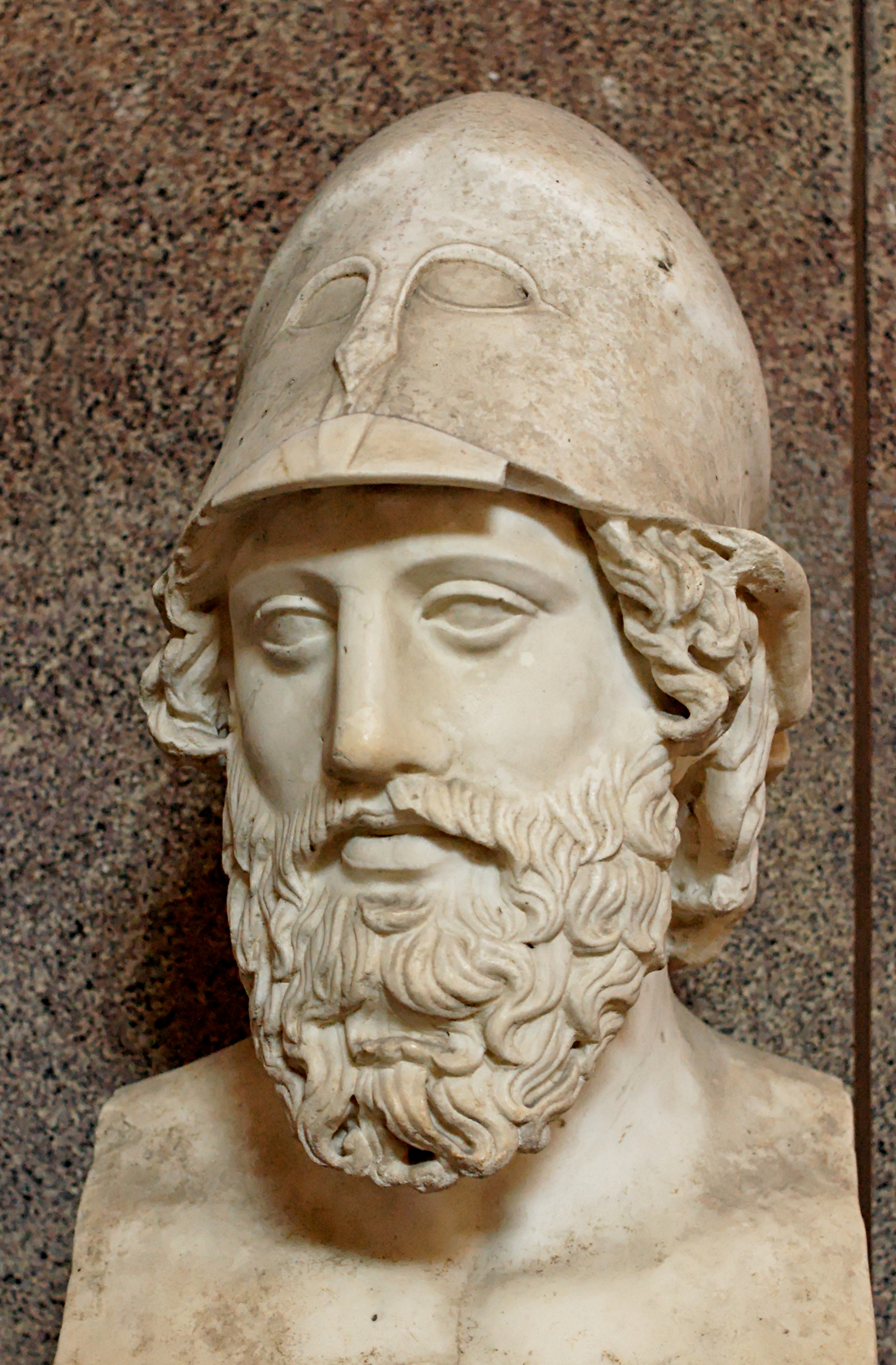
코린토스 투구를 쓴 스트라테고스 흉상. 고대 그리스의 것을 하드리아누스 시대 로마 제국에서 복제한 석상이다.

스트라테고스(그리스어: στρατηγός, 군 지휘관, 복수형: 스트라테고이(στρατηγοί) )는 그리스에서 장군을 뜻하는 말로, 고대 그리스 또는 동로마 제국에서 사용되었으며 현대에는 그리스 육군의 고위 장교를 칭한다.

## 고대 그리스
고대 아테네에서 기원전 6세기 이전에 이미 스트라테고스란 명칭이 사용되었지만, 이후 널리 알려진 아테네의 스트라테고스는 기원전 501년 클레이스테네스의 개혁 이후의 직위를 뜻한다. 아테나이는 임기 1년의 스트라테고스 열 명을 민회에서 선출하였다. 아테나이는 10개의 부족으로 나뉘어 있었고, 각 부족마다 한 명씩 스트라테고스 자리가 배당되었다. 열 명의 스트라테고이의 지위는 동등했다. 기원전 490년의 마라톤 전투에서 아테나이의 스트라테고이는 다수결로 전략을 수립하였고 지휘권은 하루씩 번갈아 가며 행사하였다. 스트라테고스는 봄에 열리는 민회에서 선출되었으며, 임기는 한 여름부터 일년간 이었다. 스테라고스가 사망하거나 권한을 상실할 경우 그를 대신할 보궐 선거가 열렸다.
기원전 440년 무렵까지는 각 부족에서 자신들의 스테라고스를 선출하는 원칙이 강력하게 고수되었지만, 그 이후로는 같은 부족에서 두 명의 스테라고스가 선출되거나 스테라고스가 선출되지 않는 부족도 생기게 되었는데, 아마도 합당한 인물이 없는 경우 때문인 듯하다. 이러한 선출 방식은 최소한 기원전 356-7년까지 유지되었지만, 아리스토텔레스가 《아테네의 국체》를 저술하였던 기원전 330년 무렵에는 스테라고스의 출신 부족을 따졌는지에 대한 어떠한 자료도 남아 있지 않았다. 한편, 헬레니즘 시대에 이르러 각 부족의 인구가 늘었지만 스테라고스의 정원은 여전히 열 명으로 유지되었다.
기원전 5세기 초 몇몇의 스테라고스들은 자신의 군사 업무와 정치적 역할을 함께 행사하였는데, 예를 들면 테미스토클레스, 아리스티데스, 키몬, 페리클레스와 같은 인물들이 그러하였다. 그들의 권력은 자신의 공식적 직함에 의한 것이라기 보다 오히려 개인의 정치적 카리스마를 기반으로 한 것이었다. 기원전 5세기 후반이 되면 스테라고스의 정치적 영향력은 줄어들고 본연의 군사 업무가 주요한 역할이 되었다. 원래 스테라고스는 다양한 임무를 그때마다 부여받았다. 전역 작전에 대해서는 세 명의 스테라고스가 연합 사령부를 구성하였다. 다른 그리스 도시 국가들이 해군 사령관으로 나우아르코스를 별도로 선발한 것과 달리 아테네의 스테라고스는 육군과 해군 모두를 지휘하였다. 기원전 4세기 중반 이후 스테라고스에게 부여된 특수 임무들이 늘어났는데 예를 들면 아티케의 방어를 책임진 스테라고스 에피 텐 코란이나 원정대의 지휘를 책임진 스테라고스 에피 토우스 호플리테스와 같은 직함이 있었다. 헬레니즘 시대엔 보통 하나의 특수 임무에 두 명의 스테라고스를 할당하였다. 로마 속주 시대의 그리스에서는 스테라고스 가운데 우두머리를 두어 스테라고스 에피 타 호플라라고 칭하기도 하였다.
아테나이의 시민들은 민회에서 선출하는 다른 공무원들과 마찬가지로 스테라테고스의 언행도 늘 눈여겨 보았다. 아테나이 민회의 안건은 오백인회에서 결정되었는데, 스테라테고스의 업무 수행 평가에 대한 안건은 매 번 제출되었다. 페리클레스도 기원전 430년 민회에서 직위를 잃고 재판에 선 적이 있다. 기원전 406년에는 아르기노우사이 해전의 패전 책임을 물어 함대를 지휘한 스테라테고스에게 사형을 선고하기도 하였다.
고대 그리스에서 아테나이 외의 다른 폴리스도 스테라테고스라는 명칭을 사용하기는 하였으나 그 명칭이 실재 군지휘관을 가리킨 것인지 아니면 일반적으로 장군을 의미하는 명칭이었는 지는 불명확하다.

## 참고 문헌
- Hansen M.H. 1987, The Athenian Democracy in the age of Demosthenes. Oxford.
- Debra Hamel 1998, Athenian generals : Military authority in the classical period. Leiden.
- Oxford Classical Dictionary, 2nd edition, 1996: strategoi.
- 'Dictionary of the Classical World', John Roberts, 2005. Oxford